# برت استیو
 برت استیو (انگلیسی: Brett Steven؛ زاده ۲۷ آوریل ۱۹۶۹) یک تنیس‌باز اهل نیوزیلند است.